# بيتشي (صربيا)
بيتشي (بالصربية:Бечеј بالمجرية:Óbecse أوبيتشي) هي مدينة وبلدية في مقاطقة جنوب باتشكا في إقليم الحكم الذاتي فويفودينا في صربيا. يبلغ عدد سكان المدينة 23,895، في حين أن البلدية بها 37,351 نسمة. وهي مدينة متعددة الأعراق يسكنها الصرب والمجريين.

## توأمة
لبيتشي (صربيا) اتفاقيات توأمة مع كل من:
- ميركورا تشيوك
- جرنغراتة
- غالنتا
- سكسارد (1975 - )[3]

## معرض صور

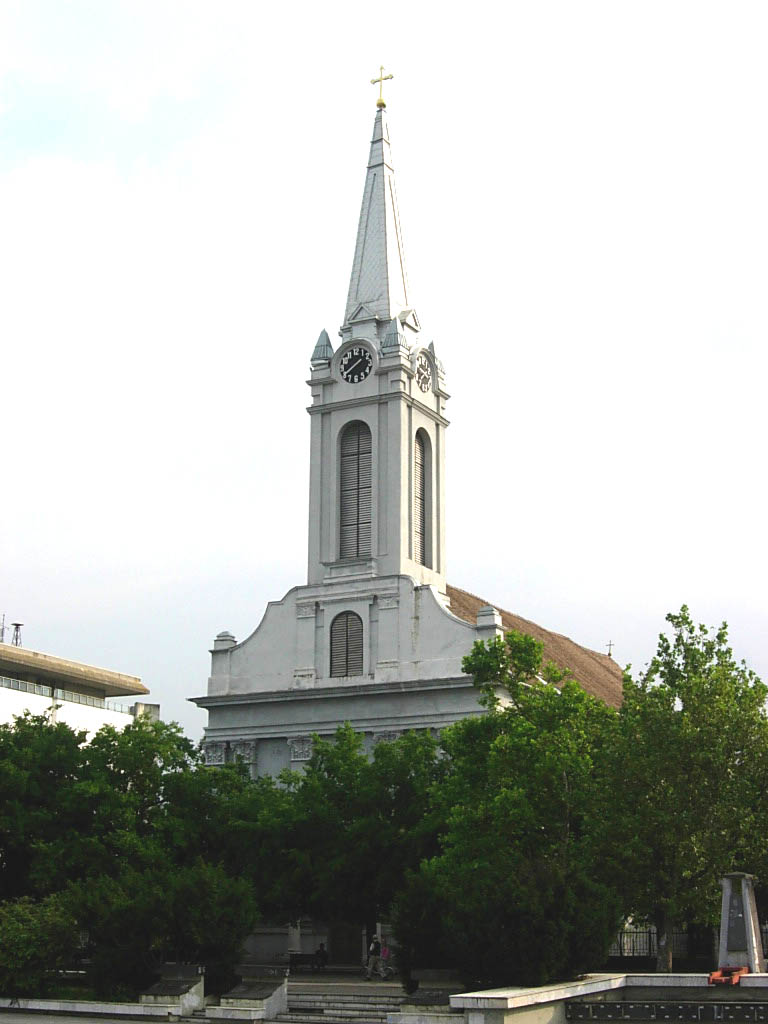
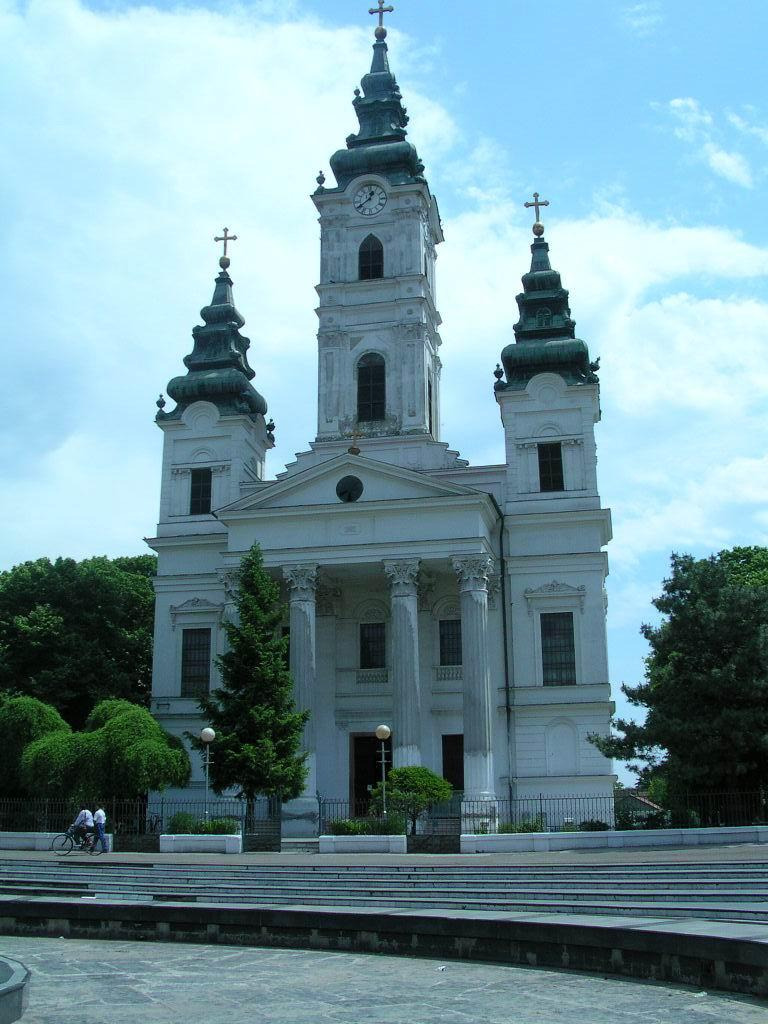
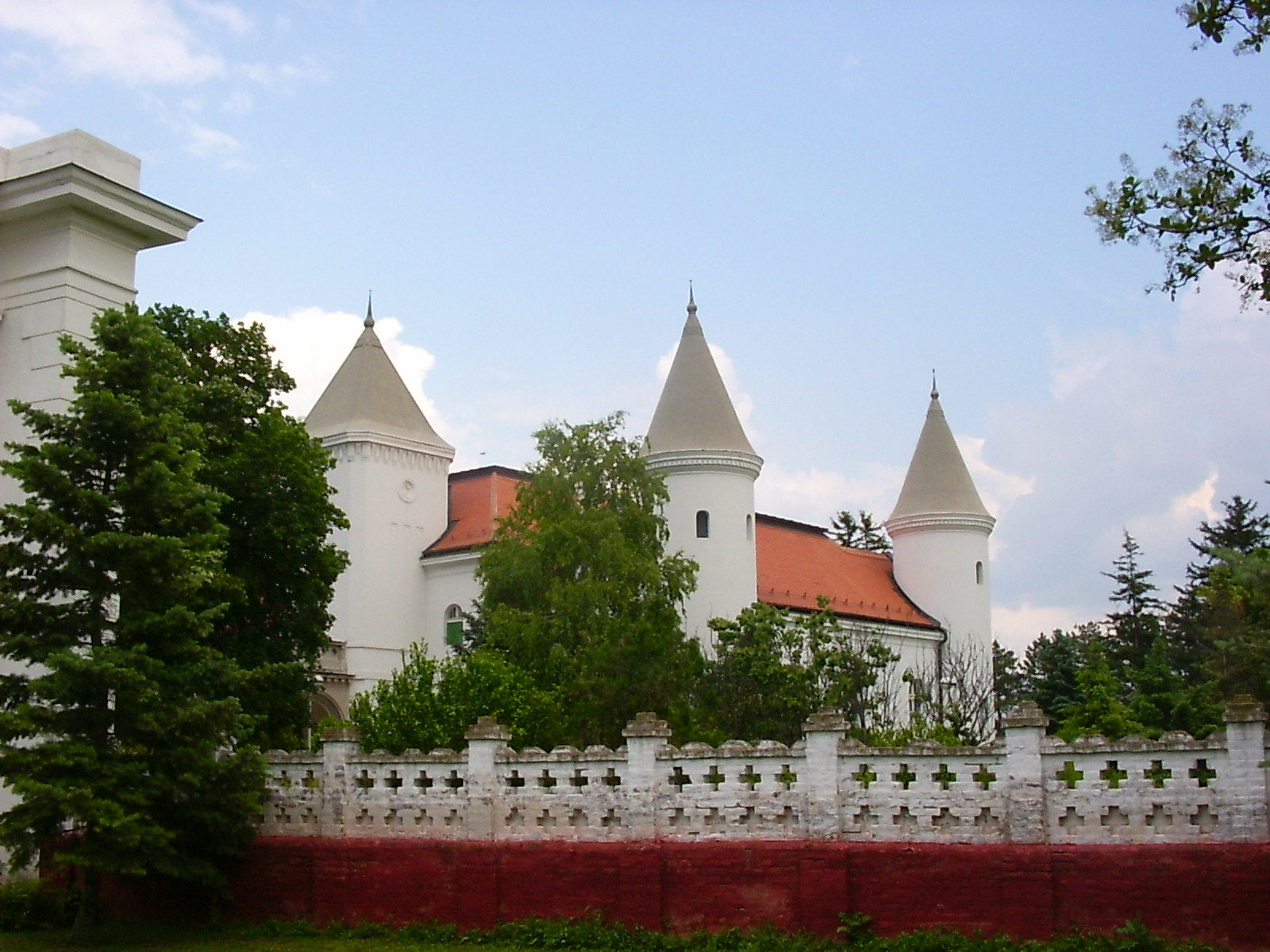

## أعلام
- سيما ميلوفانوف
- ديان بريتش